# مزحة أحادي أكسيد ثنائي الهيدروجين

يتكوّن جزيء الماء من ذرّتي هيدروجين وذرة أوكسجين.

تتمثّل مزحة أحادي أكسيد ثنائي الهيدروجين في تسمية الماء بالاسم الكيميائي غير المألوف «أحادي أكسيد ثنائي الهيدروجين» وسرد بعض من تأثيرات الماء بطريقة مخيفة، مثل حقيقة أنه يدعم عمليّة الصدأ وتآكل المواد وأنه يسبّب حروقًا شديدة في حالته الغازيّة. غالبًا ما تدعو المزحة إلى تنظيم استعمال أحادي أكسيد ثنائي الهيدروجين أو منعه. توضّح المزحة كيف أن نقص التنور العلمي والمبالغة في التحليل يمكن أن يؤدي إلى مخاوف في غير محلّها.

## تاريخ المزحة
في طبعة كذبة إبريل سنة 1983 في دوراند إكسبرس، وهي صحيفة أسبوعية في مدينة دوراند (ميشيغان)، نشر أنه تم اكتشاف وجود أحادي أكسيد ثنائي الهيدروجين في أنابيب المياه في المدينة، وتم التحذير من كون إستنشاقه قاتل، ويمكنه أن ينتج أبخرة حارقة. ينسب أول ظهور للمزحة على الإنترنت لـ «بيتسبرج بوست جازيت» إلى ما يسمى بـ «ائتلاف حظر أحادي أكسيد ثنائي الهيدروجين»، وهي منظمة محاكاة ساخرة بدأها كريج جاكسون تتابع مناقشات الأخبار الأولية.
اشتهرت المزحة مجدّدًا في نهاية التسعينات، عندما قام طالب يبلغ 14 سنة من العمر بجمع توقيعات على عريضة لمكافحة المركّب الكيميائي المدعو «أحادي أكسيد ثنائي الهيدروجين» لمشروعه العلمي حول السذاجة. تم استخدام القصّة منذ ذلك الحين في تدريس العلوم للتشجيع على التفكير النقدي.
كان التحذير الذي تم نشره يتضمن التالي:

أحادي أكسيد ثنائي الهيدروجين:
- يُعرف باسم حمض الهيدروكسيل، وهو مكون أساسي في المطر الحمضي.
- يساهم في «الاحتباس الحراري».
- قد يتسبب في حروق شديدة.
- يساهم في تآكل من المناظر الطبيعية.
- يسرع من عملية تآكل وصدأ العديد من المعادن.
- قد يسبب انقطاع الكهرباء وانخفاض فعالية مكابح السيارات.
- وجد في ورم تم استئصاله من مرضى السرطان.

على الرغم من هذه الأخطار، غالبا ما يستخدم أحادي أكسيد ثنائي الهيدروجين:
- باعتباره مذيب صناعي ومُبَرِد.
- في مفاعلات الطاقة النووية.
- في إنتاج البوليستيرين.
- في مكافحة الحرائق.
- في كثير من أشكال بحوث الحيوان.
- في توزيع المبيدات. حتى بعد الغسيل، يترك بقايا ملوثة بهذه المادة الكيميائية.
- كمادة مضافة في بعض «الوجبات السريعة» وغيرها من المنتجات الغذائية.

تم عمل صحيفة بيانات سلامة وهمية -قائمة بالمعلومات حول المواد الخطرة المستخدمة في البحوث والصناعة- وأيضا تم إنشاء صحيفة لـ H2O.

## المصطلحات الجزيئية واصطلاحات التسمية
جزيء الماء صيغته الكيميائية هي H2O، وهي تعني أن كل جزيء ماء يتكون من ذرتي هيدروجين وذرة أكسجين. وبالتالي فإن مصطلح «أحادي أكسيد ثنائي الهيدروجين» يعني «اثنين من الهيدروجين، وأكسجين واحد»، أي أنَّ المزحة استخدمت اسمًا مشتقًا من الصيغة الكيميائية وإن كان هذا الاسم غير متداول.